# Conistra intricata
Conistra intricata là một loài bướm đêm trong họ Noctuidae.